# Cohors IIII Voluntariorum civium Romanorum
La Cohors IIII Voluntariorum civium Romanorum fue una unidad auxiliar del Ejército romano, del tipo Cohors quinquagenaria peditata, creada a comienzos del siglo II y destruida a principios del segundo tercio de ese siglo. Durante todo este tiempo estuvo asignada a la guarnición de la provincia romana de Pannonia Superior.

## Reclutamiento y operaciones militar bajo los Antoninos
Esta cohorte fue reclutada por orden del emperador Trajano hacia el año 109, de entre ciudadanos romanos de las provincias Ilíricas, que es lo que indican los títulos de Voluntariorum civium Romanorum; su reclutamiento está relacionado con los movimientos de legiones y tropas auxiliares producidos al ser conquistado el reino de los dacios en 106 y su conversión en la provincia romana de Dacia, lo que obligó al Imperio a guarnecer una nueva provincia con tropas procedentes de las provincias próximas, haciendo necesaria su sustitución por unidades procedentes de otras provincias o de nuevo reclutamiento; en este contexto, reclutar una cohorte auxiliar formada por ciudadanos romanos, instruida y equipada como los legionarios, y asignarla a la provincia Pannonia Superior, de donde procedían una parte sustancial de las unidades auxiliares desplazadas a Dacia, se convertía en un importante refuerzo para la guarnición provincial.

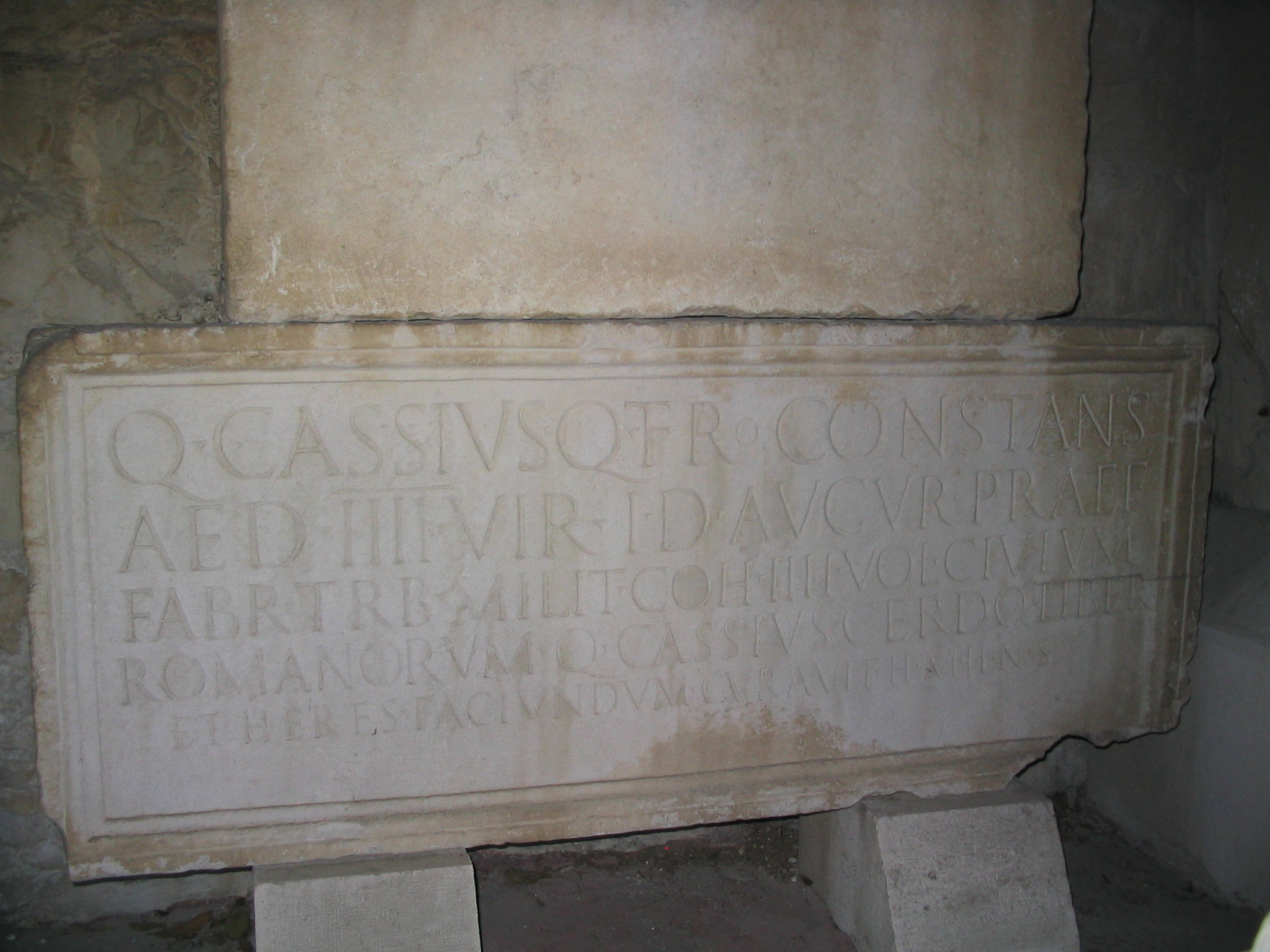
Inscripción honoraria CIL III 8737 procedente de Salona (Solín, Croacia), erigida en honor de Quintus Cassius Constans, quien dirigió la Cohors IIII Voluntariorum en algún momento de la segunda mitad del.

La cohorte está bien documentada en la provincia a través de una serie de diplomata militaris que están datados bajo los imperios de Adriano y Antonino Pío:
- junio de 134[3]
- 16 de enero de 138[4]
- 18 de julio de 139[5]
- 141[6]
- 19 de julio de 146[7]
- 9 de noviembre de 148[8]

- 5 de julio de 149[9]
- 153[10]
- 21 de junio de 159[11]
- entre 157 y 161[12]

La provincia Pannonia Superior entre 103 y 198, con indicación de la situación de las principales fortalezas legionarias y ciudades.

La cohorte debió tener su base en Acs (Hungría), un castelllum auxiliar anejo a la fortaleza de la Legio I Adiutrix en Brigetio (Szony, Hungría), unidad a la que debía estar asignada, como indican materiales de construcción sellados con su figlina. también colaboró en la reconstrucción de los fuertes de Baratfold (Hungría) y de Quadrata (Lébény, Hungría).
En algún momento de su existencia fue dirigida por el tribunus Cohortis Quinto Casio Constante.
La unidad no aparece constatada en ningún diploma de Marco Aurelio, por lo que debió ser destruida en alguna de las primeras incursiones de cuados y marcomanos contra el limes del Danubio al comienzo de las guerras marcomanas, hacia 166-167, con menos de 60 años de existencia.